# Mitrofànovka (Saràtov)
|  | Per a altres significats, vegeu «Mitrofànovka». |

Mitrofànovka (en rus: Митрофановка) és un poble de l'óblast de Saràtov, a Rússia, segons el cens del 2010 tenia 282 habitants. Pertany al districte municipal de Mokroús.